# Ali Sarı
Ali Sarı (* 20. November 1986 in Beyşehir) ist ein türkischer Taekwondoin, der im Mittel- und Schwergewicht startet.
Sarı nimmt seit 2006 an internationalen Wettkämpfen teil. Seine erste Medaille gewann er mit Bronze im Mittelgewicht bei der Universiade in Bangkok. Im Erwachsenenbereich debütierte er bei der Europameisterschaft 2008 in Rom, wo er im Viertelfinale gegen Nicolás García ausschied. Bei der Universiade 2011 konnte er mit Silber im Schwergewicht erneut eine Medaille erkämpfen. Seinen sportlich bislang größten Erfolg errang Sarı in der Klasse bis 87 Kilogramm bei der Europameisterschaft 2012 in Manchester. Er unterlag erst im Halbfinale Lutalo Muhammad knapp und gewann die Bronzemedaille.
Sarı startet für den Verein Ulaştırma Spor Kulübü. Er studiert Sportwissenschaft an der Selçuk Universität. Auch sein Bruder Yunus ist ein erfolgreicher Taekwondoin und WM-Medaillengewinner.